# Tianliao
Tianliao (chiń. upr. 田寮区; chiń. trad. 田寮區; pinyin Tiánliáo qū; Wade-Giles T’ien-liao ch’ü) – dzielnica (chiń. 區, qū) w rejonie Gangshan miasta wydzielonego Kaohsiung na Tajwanie. 
23 czerwca 2009 komitet przy Ministrze Spraw Wewnętrznych Republiki Chińskiej zarekomendował scalenie dotychczasowego powiatu Kaohsiung (chiń. trad. 高雄縣; pinyin Gāoxióng xiàn) i miasta wydzielonego Kaohsiung (chiń. trad. 高雄直轄市; pinyin Gāoxióng zhíxiáshì) w jedno miasto wydzielone; wszystkie gminy wiejskie (chiń. 鄉, xiāng), jak Tianliao, miejskie oraz miasta wchodzące w skład powiatu zostały przekształcone w dzielnice (chiń. 區, qū). Ustawa weszła w życie 25 grudnia 2010 roku.
Populacja dzielnicy Tianliao w 2016 roku liczyła 7340 mieszkańców – 3275 kobiet i 4065 mężczyzn. Liczba gospodarstw domowych wynosiła 3307, co oznacza, że w jednym gospodarstwie zamieszkiwało średnio 2,22 osób.

## Demografia (2011–2016)
| Rok  | Liczba ludności | Gęstość zaludnienia | Kobiety | Mężczyźni | Gospodarstwa domowe |
| ---- | --------------- | ------------------- | ------- | --------- | ------------------- |
| 2011 | 8012            | 86                  | 3562    | 4450      | 3520                |
| 2012 | 7852            | 84                  | 3466    | 4386      | 3487                |
| 2013 | 7732            | 83                  | 3427    | 4305      | 3447                |
| 2014 | 7680            | 82                  | 3426    | 4254      | 3405                |
| 2015 | 7473            | 80                  | 3322    | 4151      | 3360                |
| 2016 | 7340            | 79                  | 3275    | 4065      | 3307                |